# 4253 Märker
4253 Märker eller 1985 TN3 är en asteroid i huvudbältet som upptäcktes den 11 oktober 1985 av den amerikanska astronomen Carolyn S. Shoemaker vid Palomar-observatoriet. Den är uppkallad efter Wolfgang Märker.
Asteroiden har en diameter på ungefär 7 kilometer.